# Markus Grosskopf
Markus Grosskopf, född 21 september 1965 i Hamburg, är en tysk hårdrocksbasist. Han är en av originalmedlemmarna i power metal-bandet Helloween tillsammans med Michael Weikath och Kai Hansen. Fram till skivan Rabbit Don't Come Easy skrev han mestadels låttexter men sedan dess är låtar skrivna av honom allt mer förekommande.

## Biografi
När Markus var 15 år tillbringade han ett lov på ett läger där han träffade två andra killar i samma ålder som spelade trummor och gitarr i ett punkband. De fortsatte hålla kontakten även efter det att lovet tog slut och blev riktigt goda vänner, så goda vänner att Markus blev erbjuden att bli bandets basist trots att han aldrig hållit i en bas förut. Men Markus antog utmaningen och började spela bas i sitt första band. Bandet spelade sånger av bl.a. Sex Pistols, XTC och Ramones. Efter ett tag blev de erbjudna en spelning på lägergården där de träffats och spelade där sin första spelning inför publik. Denna spelning kom också att bli den sista för Markus, då han strax därefter lämnade bandet med motiverningen att han kände att han inte kunde utvecklas vidare.
Vid den tiden började han också fastna allt mer för hårdrock och började lyssna på band som Iron Maiden, AC/DC och Kiss. Så när han började söka efter en plats i ett nytt band bestämde han sig för att börja i ett band som spelade hårdrock eller metal och som dessutom spelade mycket live. Så fort han fick nys om att Kai Hansens dåvarande band Second Hell sökte en basist sökte han jobbet, och fick det! Övriga medlemmar i Second Hell var Piet Sielck och Ingo Schwichtenberg.
Bandet bytte medlemmar flera gånger på en mycket kort tid och till slut - efter bara ett par spelningar på klubbar i Hamburg - splittrades de. Strax därefter gick Markus ut gymnasiet och var tvungen att söka jobb hos en slaktare för att klara av ekonomin, vilket var en sporrande anledning till att genast leta upp ett nytt band att spela i. Han gick snart med gitarristen Michael Weikaths band Blast Furnace, som bestod av medlemmar från Weikaths gamla band Powerfool (vilket inkluderade Kai Hansen). Snart byttes trummisen ut mot Ingo Schwichtenberg vilket gjorde att alla originalmedlemmar i Helloween spelade i bandet. Dock tog inte bandet det namnet förrän 1983 då de spelade in sin första EP. Sedan dess har Markus Grosskopf spelat bas i Helloween.
Markus har också spelat i Tobias Sammets Power metal-projekt Avantasia på deras skivor The Metal Opera - Part I och The Metal Opera - Part II, Kickhunters två album "Hearts And Bones" och "Little Monsters". Han är även grundaren bakom basist-projektet Bassinvaders som släppte sin första skiva "Bassinvaders - Hellbassbeaters" i januari 2008.

## Spelstil
Markus spelstil är känd som ganska "rakt på sak", väldigt åttondelsbaserade slingor blandat med solopartier. Han spelar både med sina båda fingrar (i de mer monotona slingorna som finns i till exempel "I Want Out" och "Just a Little Sign") och med plektrum (i de mer framträdande slingorna i låtar som "Eagle Fly Free" och "Halloween"). I vissa låtar - som till exempel "Invisible Man" och "Mrs. God" - spelar han också med s.k. Slap Bas.

## Diskografi
Skivor som Markus Grosskopf har medverkat som musiker på

### Helloween
- Helloween (1985)
- Walls of Jericho (1985)
- Keeper of the Seven Keys, Part 1 (1987)
- Keeper of the Seven Keys, Part 2 (1988)
- Pink Bubbles Go Ape (1991)
- Chameleon (1993)
- Master of the Rings (1994)
- The Time of the Oath (1996)
- Better Than Raw (1998)
- The Dark Ride (2000)
- Rabbit Don't Come Easy (2003)
- Keeper of the Seven Keys, Part 3 - The Legacy (2005)
- Gambling with the Devil (2007)
- 7 Sinners (2010)
- Straight Out Of Hell (2013)
- My God-Given Right (2015)
- Helloween (2021)
- Giants & Monsters (2025)

### Bassinvaders
- Hellbassbeaters (2008)

### Roland Grapow
- The Four Seasons of Life (1997)
- I Remember (1997)

### Shockmachine
- Shockmachine (1999)

### Avantasia
- The Metal Opera - Part I
- The Metal Opera - Part II

### Kickhunter
- Hearts & Bones (2003)